# Benjamin Frosterus

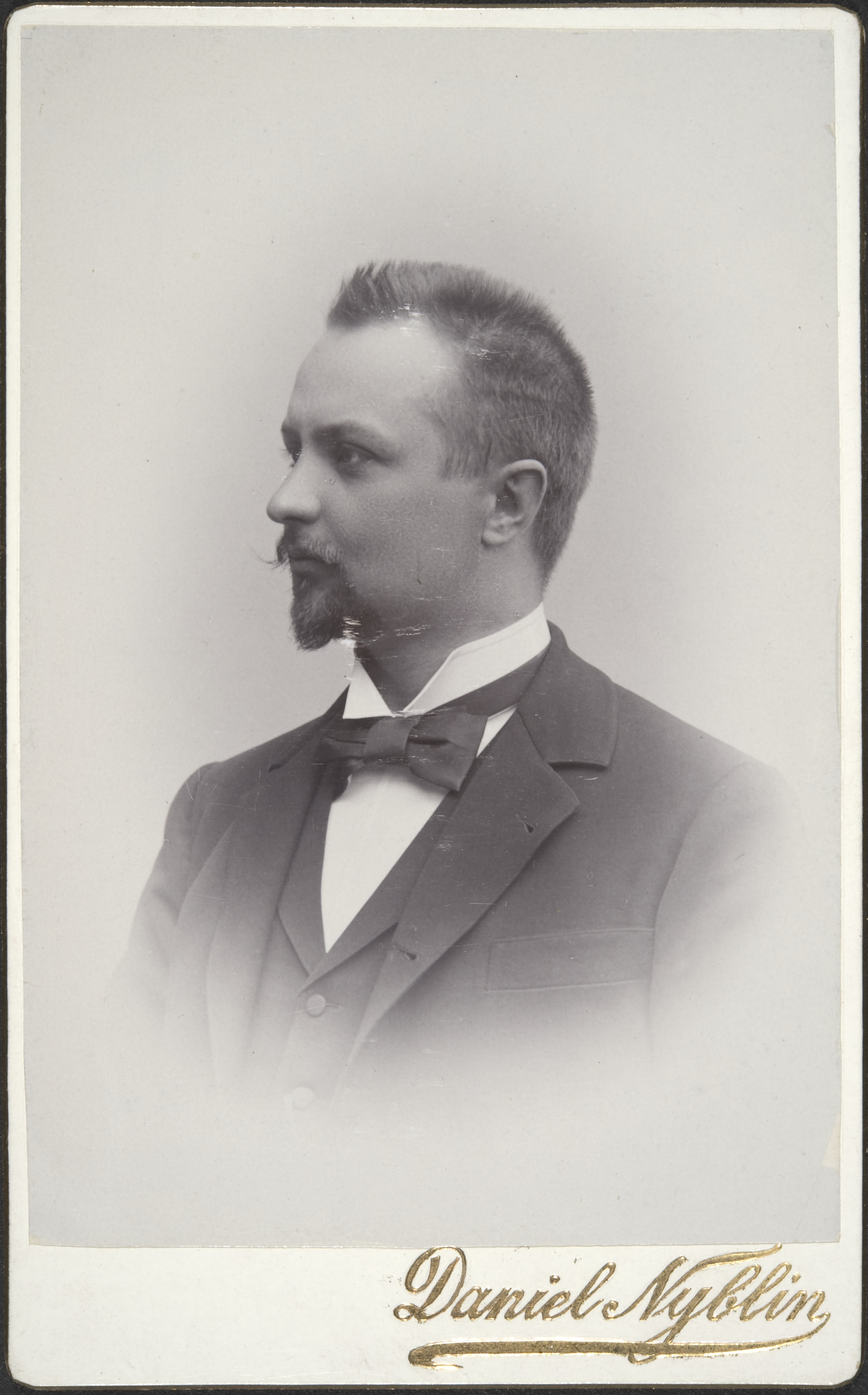
Benjamin Frosterus (von Daniel Nyblin).

Gustaf Benjamin Frosterus, genannt Benjamin, (* 30. Oktober 1866 in Borgå; † 1. April 1931 in Helsinki) war ein finnischer Geologe und Bodenkundler.
Frosterus war der Sohn des Historikers und Professors Johan Gustaf Frosterus (1826–1901). Er erwarb seinen Lizenziatsabschluss 1895. Ab 1889 war er Staatsgeologe bei der geologischen Landesaufnahme von Finnland, ab 1918 dort Leiter einer Abteilung für Bodenkunde (Agrargeologie) und ab 1926 Direktor der staatlichen Bodenforschungsanstalt. Im selben Jahr erhielt er den Professorentitel.
Unter seiner Leitung wurde in den 1890er Jahren Zentralfinnland geologisch kartiert. Die Karten erschienen im Maßstab 1:400.000.

## Schriften
- Bergbyggnaden i sydöstra Finland, 1903
- Det finska lermaterialet som geologisk bildning och teknisk produkt, 1908
- Epämetalliset hyödylliset mineraalit,  1919 (nicht-metallische nutzbare Mineralien)
- Suomen maaperä, 1922 (Böden Finnlands)
- Zur Frage nach der Einteilung der Böden in Nordwest-Europas Moränengebiet, 2 Bände, 1912, 1914